# Lambert Rospatt
Lambert Rospatt (* 20. Februar 1829 in Münstereifel; † 23. September 1902 in Wiesbaden) war ein deutscher Verwaltungsbeamter und Parlamentarier.

## Leben
Lambert Rospatt war ein Sohn des Professors der Geschichte an der Universität Münster und Spätaufklärers Johann Joseph Rospatt (1801–1881). Der Reichsgerichtsrat Cassius Rospatt und der Geheime Baurat in Berlin Theodor Rospatt (1831–1901) waren seine Brüder.
Rospatt studierte von 1847 bis 1850 an der Universität Bonn Rechtswissenschaften. 1849 wurde er Mitglied und später Ehrenmitglied des Corps Palatia Bonn. Nach dem Studium wurde er 1850 Auskultator und trat anschließend in den preußischen Staatsdienst ein. Er war zunächst Regierungsassessor bei der Bezirksregierung in Münster, unter anderem als Landratsvertreter in Coesfeld. 1859 kam er als Regierungsassessor zur Regierung in Marienwerder und anschließend zur Regierung in Gumbinnen.
Rospatt wurde 1861 zum Landrat des Kreises Löbau (Westpreußen) ernannt. Von 1866 bis 1867 saß er als Abgeordneter des Wahlkreises Marienwerder 3 im Preußischen Abgeordnetenhaus und gehörte der Fraktion der Konservativen Partei an. 1866 wechselte er als Landrat in den Kreis Lennep. Nach dem Deutsch-Französischen Krieg war er von 1871 bis 1872 Kreisdirektor des lothringischen Kreises Château-Salins. Anschließend kehrte er als Landrat nach Lennep zurück. 1882 wurde Rospatt zur Regierung in Wiesbaden versetzt, wo er zum Regierungsrat befördert wurde und 1901 pensioniert wurde. Zu seinem Zuständigkeitsbereich zählten in Wiesbaden die Weinbaudomänen. Er gründete den Wiesbadener Weinbund.
Seit 1864 war er mit Julie Adele Fuhrmann aus Lennep verheiratet, einer Tochter des Kommerzienrats Johann Daniel Fuhrmann. Der Landrat August von Rospatt war ihr Sohn.

## Auszeichnungen
- Roter Adlerorden 4. Klasse
- Königlicher Kronen-Orden (Preußen) 3. Klasse
- Eisernes Kreuz II. Klasse von 1870
- Charakter als Geh. Regierungsrat (1890)
- Namensgeber der Rospattstraße in Remscheid